# Drugi rząd Helmuta Schmidta
Drugi rząd Helmuta Schmidta – koalicyjny gabinet SPD i FDP działający od 16 grudnia 1976 do 4 listopada 1980. Został powołany na skutek wyborów wygranych przez centrolewicową koalicję.
| Funkcja                                                                   | Imię i nazwisko                                                                        | Partia |
| ------------------------------------------------------------------------- | -------------------------------------------------------------------------------------- | ------ |
| Bundeskanzler – Kanclerz Federalny                                        | Helmut Schmidt                                                                         | SPD    |
| Stellvertreter des Bundeskanzlers – Wicekanclerz Federalny                | Hans-Dietrich Genscher                                                                 | FDP    |
| Minister spraw zagranicznych                                              | Hans-Dietrich Genscher                                                                 | FDP    |
| Minister spraw wewnętrznych                                               | Werner Maihofer (do 8 czerwca 1978) Gerhart Baum (od 8 czerwca 1978)                   | FDP    |
| Minister sprawiedliwości                                                  | Hans-Jochen Vogel                                                                      | SPD    |
| Minister finansów                                                         | Hans Apel (do 16 lutego 1978) Hans Matthöfer (od 16 lutego 1978)                       | SPD    |
| Minister gospodarki i technologii                                         | Hans Friedrichs (do 7 października 1977) Otto Graf Lambsdorff (od 7 października 1977) | FDP    |
| Minister rolnictwa, polityki żywnościowej i ochrony konsumentów           | Josef Ertl                                                                             | FDP    |
| Minister do spraw wewnątrzniemieckich                                     | Egon Franke                                                                            | SPD    |
| Minister pracy i polityki społecznej                                      | Herbert Ehrenberg                                                                      | SPD    |
| Minister obrony                                                           | Georg Leber (do 16 lutego 1978) Hans Apel (od 16 lutego 1978)                          | SPD    |
| Minister ds. rodziny, starszych obywateli, kobiet i młodzieży             | Antje Huber                                                                            | SPD    |
| Minister transportu i budownictwa                                         | Kurt Gscheidle                                                                         | SPD    |
| Minister poczty i telekomunikacji                                         | Kurt Gscheidle                                                                         | SPD    |
| Minister ds. zagospodarowania przestrzennego, budownictwa i rozwoju miast | Karl Ravens (do 16 lutego 1978) Dieter Haack (od 16 lutego 1978)                       | SPD    |
| Minister ds. badań naukowych                                              | Hans Matthöfer (do 16 lutego 1978) Volker Hauff (od 16 lutego 1978)                    | SPD    |
| Minister edukacji i nauki                                                 | Helmut Rohde (do 16 lutego 1978) Jürgen Schmude (od 16 lutego 1978)                    | SPD    |
| Minister ds. współpracy gospodarczej i rozwoju                            | Marie Schlei (do 16 lutego 1978) Rainer Offergeld (od 16 lutego 1978)                  | SPD    |